# Résurrection (Rubens)
Pour les articles homonymes, voir Résurrection (homonymie).
La Résurrection du Christ est un triptyque peint par Pierre Paul Rubens entre 1611 et 1612. Il est conservé dans la cathédrale Notre-Dame d'Anvers en Belgique.
Le panneau central représente la résurrection de Jésus sortant triomphalement de la tombe, entouré par des soldats romains effrayés. Le panneau de gauche représente Jean le Baptiste tandis que le panneau de droite représente Martine de Rome.